# Cantó de Morteau
El cantó de Morteau és un cantó francès del departament del Doubs, situat al districte de Pontarlier. Es va crear el 1790. Té 7 municipis i el cap és Morteau.
Entra en vigor una nova divisió territorial del Doubs (departament) amb motiu de les eleccions departamentals de març de 2015, definides pel decret de 25 de febrer de 2014, en aplicació de les lleis de 17 de maig de 2013 (llei orgànica 2013-402). i llei 2013- 403).

## Municipis
- Grand'Combe-Châteleu
- Les Combes
- Les Fins
- Les Gras
- Montlebon
- Morteau
- Villers-le-Lac

## Història
| Data d'elecció                           | Identitat          | Partit            | Qualitat |
| ---------------------------------------- | ------------------ | ----------------- | -------- |
| 1945-1964                                | Maxime Cupillard   | PRL, després CNIP |          |
| 1964-1967                                | Pierre Bercot      | CD                |          |
| 1967-1973                                | Christian Génevard | UDR               |          |
| 1973-1986                                | Henri Cuénot       | PS                |          |
| 1986-2004                                | Claude Vernot      | RPR               |          |
| 2004-                                    | Albert Rognon      | UMP               |          |
| les dades anteriors no són pas conegudes |                    |                   |          |
|                                          |                    |                   |          |